# Mesoplophora bacilla
Mesoplophora bacilla är en kvalsterart som beskrevs av Wojciech Niedbała 2004. Mesoplophora bacilla ingår i släktet Mesoplophora och familjen Mesoplophoridae. Inga underarter finns listade i Catalogue of Life.